# Hyltans naturreservat, Halmstads kommun
För andra betydelser, se Hyltan.
Hyltan är ett naturreservat i Tönnersjö socken i Halmstads kommun i Halland.
Reservatet ligger 15 km öster om Halmstad vid vägen mot Mästocka. 

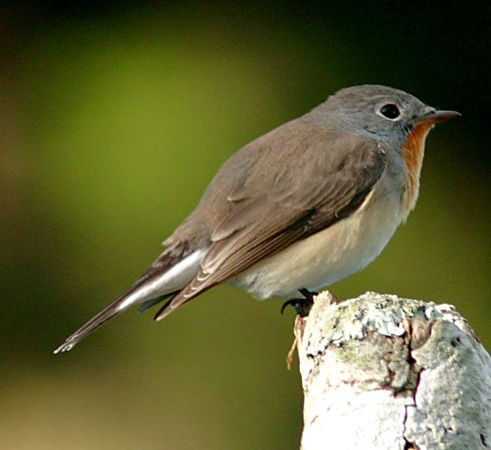
Mindre flugsnappare

Hyltan består av en svårtillgänglig ravin. Här är rikligt med mossor och lavar, även flera rödlistade. Ädellövskogen är mycket gammal och inom området häckar stenknäck, skogsduva och mindre flugsnappare. Bland växterna kan nämnas gullpudra, dvärghäxört och småvänderot. Hyltan är skyddat sedan 2001 och omfattar 15 hektar.
Nära intill finns naturreservatet Kvarnaberget.